# Seleção Bósnia de Futebol Feminino
A Seleção Bósnia de Futebol Feminino representa a Bósnia e Herzegovina no futebol feminino internacional. 